# لاري كراب
لاري كراب (بالإنجليزية: Larry Crabb)‏ هو كاتب غير روائي وعالم نفس أمريكي، ولد في 1944 في إيفانستون في الولايات المتحدة.